# Малатеста, Катерина
Катери́на Малате́ста (итал. Caterina Malatesta; ум. 1340, Мантуя) — дочь сеньора Римини Пандольфо I из дома Малатеста. Вторая жена Лудовико I Гонзага; в замужестве — сеньора Мантуи с 1328 по 1340 год.

## Происхождение
Точные место и время рождения Катерины Малатеста неизвестны. Её атрибутируют с дочерью правителя Римини, а конкретно с Катериной — дочерью сеньора Римини и многих других владений в Романье, кондотьера Пандольфо I Малатеста и Таддеи да Римини. В этом случае по отцовской линии она приходилась внучкой сеньору Римини Малатесте да Веруккьо и Маргарите Пальтеньери. Однако у историка Луиджи Тонини мужем этой Катерины указан Нино Флордибелли.
На сайтах Итальянского генеалогического общества и Фонда средневековых генеалогий Катерина Малатеста указана, как вторая жена Лудовико I Гонзага. Только в первом случае брак этот назван вызывающим сомнения, а во втором, со ссылкой на хрониста XIV века Джованни Муссо, также говорится, что второй супругой Лудовико I Гонзага была дочь, свергнутого им сеньора Мантуи, Ринальдо Бонакольси. Последнее маловероятно, так как у Ринальдо Бонакольси не было законнорожденных детей; известно лишь о его трёх внебрачных сыновьях.
Согласно предположению архивиста XVI века Джакомо Дайно, Катериной звали  первую жену Лудовико I Гонзага. Она, а не Рихильда Рамберти, которую традиционно называют первой женой будущего сеньора Мантуи, являлась матерью его старших детей. Своё предположение Дайно основывал на том, что в завещании Рихильда не упомянула никого из приписываемых ей отпрысков, которые ко времени её смерти уже были взрослыми людьми.

## Брак и потомство
В 1319 или 1320 году Катерина Малатеста сочеталась браком с Лудовико I Гонзага (1268 — 18 января 1360), в то время бывшим подестой Пармы. Для жениха это был второй брак; первым он был женат на Рихильде Рамберти, которая умерла 31 августа 1319 года и от которой у него остались три сына и дочь. В семье Лудовико и Катерины тоже родились дочь и три сына:
- Альберто Гонзага;
- Лудовика Гонзага, сочеталась браком с Аццо I да Корреджо[итал.], сеньором Корреджо[итал.];
- Федерико Гонзага[итал.] (ум. 1376), венецианский патриций, участник заговора против племянника Лудовико II Гонзага, за что был казнён;
- Коррадо Гонзага[итал.], основатель ветви Гонзага-Паллаццоло[итал.] дома Гонзага, маркизов Паллаццоло.

16 августа 1328 года Лудовико стал первым сеньором и народным капитаном Мантуи из дома Гонзага. Катерина Малатеста умерла около 1340 года в Мантуе.